# 中央省 (巴布亞紐幾內亞)
中央省為巴布亞紐幾內亞位於南方海岸的省份，其人口規模183,983人（2000年普查），面積29,500平方公里。中央省的首府位於莫爾茲比港，是巴布亞紐幾內亞的首都。